# John Edward Taylor
John Edward Taylor OMI (ur. 15 listopada 1914 w East Saint Louis, zm. 9 września 1976 w Sztokholmie) – amerykański duchowny katolicki, biskup ordynariusz sztokholmski od 1962 r.

## Życiorys
John Taylor urodził się w 1914 r. w East Saint Louis, w stanie Illinois. Po ukończeniu szkoły średniej zdecydował się wstąpić do zakonu oblatów oraz podjął studia teologiczne, które ukończył w 1940 r. W tym samym roku otrzymał święcenia kapłańskie. Przez następne kilkanaście lat pracował jako misjonarz w parafiach należących do jego zgromadzenia.
2 lipca 1962 r. został wyznaczony przez papieża Jana XXIII na ordynariusza sztokholmskiego. Konsekracja biskupia miała miejsce 21 września 1962 r. w Niebieskim Hallu ratusza w Sztokholmie, a transmitowana była przez telewizję Przyszło mu zarządzać diecezją liczącą wówczas ponad 30 tys. wiernych, którym posługiwało 73 kapłanów.
W 1963 r. otworzył pierwszy od czasów reformacji zamknięty klasztor karmelitów w Glumslöv, co wywołało burzliwą dyskusję w Riksdagu, trwającą kilka dni. Po 1965 r. wprowadzał w życie postanowienia soboru watykańskiego II, m.in. odnośnie do sprawowania liturgii w języku szwedzkim. Wprowadzenie wszystkich reform zajęło mu cztery lata.
W 1966 r. pierwszy raz w historii szwedzkiego Kościoła katolickiego szwedzka telewizja państwowa transmitowała na żywo niedzielną mszę świętą z kościoła św. Eugenii. W 1968 r. uczestniczył w Walnym Zgromadzeniu Światowej Rady Kościołów, która odbywała się w Uppsali jako reprezentant kościoła rzymskokatolickiego. W tym okresie stale wzrastała liczba katolików w Szwecji za sprawą emigrantów z Ameryki Łacińskiej, Jugosławii, NRD, Węgier i Polski.
W latach 1970–1973 był przewodniczącym Konferencji Episkopatu Skandynawii. Zmarł w 1976 r. w Sztokholmie.